# Kortejärvi (sjö i Finland, Kajanaland, lat 65,07, long 28,43)
Kortejärvi är en sjö i Finland. Den ligger i kommunen Suomussalmi i landskapet Kajanaland, i den centrala delen av landet, 600 km norr om huvudstaden Helsingfors. Kortejärvi ligger 186,3 meter över havet. Den är 4,5 meter djup. Arean är 93,3 hektar och strandlinjen är 8,27 kilometer lång. Sjön  ingår i Ijo älvs huvudavrinningsområde. 